# Rallbeckasiner
Rallbeckasiner (Rostratulidae) är en familj som består av tre vadararter med distinkta och färggranna fjäderdräkter, korta ben, lång näbb och så kallad omvänd könsordning.

## Systematik
Rallbeckasinerna tillhör ordningen vadarfåglar (Charadriiformes) och familjen delas idag upp i två släkten: 
- Släkte Rostratula
  - Rallbeckasin (Rostratula benghalensis) – finns i Afrika, Indien och Sydostasien
  - Australisk rallbeckasin (Rostratula australis) – en ovanlig, nomadisk art som bara återfinns i Australien
- Släkte Nycticryphes
  - Sydamerikansk rallbeckasin (Nycticryphes semicollaris) – återfinns i södra Sydamerika.

Sydamerikansk rallbeckasin har tidigare också förts till släktet Rostratula. Olika auktoriteter kategoriserar australisk rallbeckasin antingen som god art eller som underart till rallbeckasin.

## Ekologi
Rallbeckasinerna har precis som vissa andra vadare, däribland simsnäpporna, så kallad omvänd könsordning, vilket innebär att det är honan som har det färggrannare fjäderdräkten och som uppvaktar hanarna, konkurrerar om boplatser och försvarar sitt bo och sin hane aggressivt. Efter att honan lagt äggen, ofta fyra stycken, så är det hanen som ruvar i ungefär tjugo dygn och som sedan tar hand om ungarna.
De lever i träsk och sumpmarker och lever av ringmaskar och andra ryggradslösa djur som de söker efter med sina långa näbbar.